# 美國參議院常設規則
美國參議院常設規則由美國參議院自行通過，用以規範參議院內的議事程序。參議院制定內部規則的權力源自美國憲法第一條第五款： “各院可就其自身規程制定內規…”   
《規則》目前共有四十五條，最新修訂版於2013年1月24日通過。最近的一次新增是在2006年，時當《2006年立法透明度和問責法》引入第44條關於特殊專款的規則。這些更加嚴格的規則通常會獲得一致同意豁免。

## 規則概要

### 法定人數
憲法規定，參議院必須取得法定人數中的多數方能成事。根據參議院的規則和慣例，除非清點人數後明確得知出席人數不足，否則就假定出席人數已達法定人數。任一參議員皆可藉「宣稱法定人數不足」為由請求清點在場人數。院中書記官隨後會一一點名參議員，並記錄出席者。實際上，參議員請求點名的目的幾乎不會是為了確認法定人數，而是為了暫時拖延議事程序但不休會。議事拖延可出於多種目的，通常是讓參院各領袖在場外協商妥協方案；或使議員能及時趕到院中演講，卻不必一直待在議事廳等待時機。一旦不再需要拖延下去，任一參議員皆可要求一致同意撤銷點名。

### 辯論
參議院由議長（或美國副總統）主持議程，但通常是由參議院臨時議長（或首席大法官）主持。辯論期間，參議員依規定只有在議長許可下才能發言。但由於議長必定允許首位起身說話的參議員發言。因此，議長對於辯論過程實質上沒有控制權。美國參議院政黨領袖通常享有發言優先權，即使比其他議員慢點起身。所有發言都必須先向“議長先生”或“議長女士”致意。只有議長可在發言中被直呼其人；其他參議員必須以第三人稱稱呼。在大多數情況下，參議員之間不以姓名相稱，而是以所代表的州名相稱，例如「維吉尼亞州資深參議員」或「加州資深參議員」。
演講內容沒什麼限制，也沒有要求必須相關於參議院審議中的議題。
參議院規則規定，任何參議員在同一立法日（始於參議院召開會議，終於參議院休會。不一定與曆日一致）不得就同一項動議或法案發言超過兩次。發言時長不受限制，參議員在大多數情況下皆可隨意發言，參議院通常會透過一致同意來協商發言時間限制。在特定情況下（如預算程序），法規會有所限制。但一般會保留無限次辯論的權利。

### 冗長辯論
冗長辯論是種阻撓議事的策略，透過無限期地延長的辯論來拖掉法案和動議。阻撓議事的手段除不見得會發生的長篇大論演講外，還有拖延動議，和用一系列的修正提案塞滿議程。參議院歷史上最長的阻撓議事，和第二長的演講，都是出於史壯·瑟蒙。他一連說了超過24小時以阻擋《1957年民權法案》通過，但未遂。參議院可透過辯論終結來結束議事阻撓。辯論終結在大多數情況下需要參議院五分之三以上議員的支持，所以很少被援引，特別當如此的絕對多數通常需要兩黨共同支持才辦得到時。如果參議院確實引用辯論終結，辯論也不會立即結束。而是除非再次獲得五分之三的票數延長辯論時間，否則此後的辯論時長將被限制在30小時以內。
參議院議事錄也經常被用作阻撓立法的手段。因為參議院規則規定「除非獲得一致同意，否則不得暫停議事錄之宣讀」。1922年，在討論戴爾反私刑法案時，密西西比州參議員Byron Patton Harrison開始討論參議院議事錄而無法辯論終結，直到提案人撤案為止。

### 閉門會議
參議院有時會舉行所謂的秘密會議或閉門會議。在閉門會議期間，議事廳門戶關閉，旁聽席上所有未宣誓保密、不符閉門會議規則、或與會議無關的人均會被請走。閉門會議非常少見，通常僅用於討論敏感議題時（如事關國家安全的機密、總統的私人通訊、或彈劾審判期間參議院的審議討論）。任一參議員只要獲得附議，均有權召開閉門會議。

### 表決
辯論結束後，相關動議將付諸表決。參議院通常進行的是口頭表決：議長宣讀議題，議員們或回“是！”，或答“否！”。再由議長宣布口頭表決的結果。但任何參議員都可對此提出異議，並要求付諸書面表決。出席參議員中有五分之一附議即獲准許，參議員彼此間會出於禮貌附議。進行書面表決時，書記官會依字母順序點名參議院各議員，每位議員在被點到名字時作出回應。錯過點名的參議員仍可在表決進行中投票。投票是否結束由議長決定，但至少必須持續十五分鐘。若正反方票數相同，副總統（若在場）有權投下決定票。但如若當時缺席，該議案則被否決。

### 委員會
參議院事務由十六個常設委員會 (美國國會)、四個特別委員會、四個聯席委員會、及偶爾設立的臨時委員會運作。參議院規則制定了各委員會的政策管轄權，例如美國參議院外交委員會負責處理所有對外政策相關事務。各委員會實際上充當著“小國會”在監督政府的日常運作，確定適於立法審查的相關問題，收集資訊並評估，就其管轄事務向上級機構提案建議。參議院規則賦予各委員會把關其管轄範圍內的立法權，擬議出來的法案必須提交給相關委員會，委員會可舉行聽證會、“標記”法案、將法案併為“乾淨法案”、或乾脆忽略（參議員是有些變通方法繞過委員會，但一般都是經由委員會系統）。
各常設委員會的規模由參議院規則所定。委員會的組成由每屆新國會召開前作黨派協商，各委員會中的席位比例取決於各黨派在參議院中的代表比例。

### 國會預算調和
支出、收入、和聯邦債務限額相關立法適用於名為「調和」的特殊規程，該程序通過將辯論時間限制在二十小時內以禁絕冗長辯論。國會每年最多可通過三項調和法案，每個主題（收入、支出與債務限額）各一。但是若通過的調和法案同時影響多項主題，則當年稍後不得再通過另一個調和法案影響前項調和法案所涉及的主題。但實際上，調和法案每年通常最多通過一案。調和法案不得制定或撤銷自由支配支出（由年度撥款程序控制），或調整美國社會保障支出，且受伯德規定限制，該規則允許參議員阻擋無關於支出、收入、或債務限額的條款。
調和原則源自《1974年美國國會預算扣留控制法》，並由1985年的《伯德規則》（1990年修訂）進行過重大修正。該原則最初並不常用，直到1980年才首次見諸使用）。

### 提名
美國部分公職經參議院批准，由總統任命。參議院規則第三十一條規範參議院審議總統提名的程序。
大多數職位的提名首先提交參議院委員會審查。該委員通是對該職位空缺的相關議題或部門具管轄權。
委員會可以為此公開舉行聽證會。歷史上，大約一半的文職任命未經聽證會即獲批准。委員會經審議後，可建議贊成、反對、或不批准，也可不採取行動。為簡化程序，在委員會支持下，參議院可一致同意在委員會不採取行動的情況下撤銷提名。
參議院領䄂們其後會將提名列入參議院議程以便表決。有些提名需經一致同意才能通過。領䄂們可能會延遲將提名列入議程，因此也可能不採取行動。

#### 時限
第三十一條第六款規定，若國會在休會前未進行最終表決，提名就退回給總統。根據同一規則，參議院若休會超過30天，提名也會被退回。然而，在當代的實務中，如果參議院在休會期間舉行形式上的會議，或一致同意暫停該條規則，則某些提名可能會在長期休會期間保持有效。如果提名未經表決即被退回，總統可提名其他人選，也可以再重新提名同一人選。

## 按數字序列出的規則
美國參議院常設規則目前共有四十四條：
1. SR 規則 I：任命參議員擔任主席
2. SR 規則 II：上呈證書和特許權問題
3. SR 規則 III：宣誓
4. SR 規則 IV：每日議程開始
5. SR 規則 V：規則的暫停與修改
6. SR 規則 VI：法定人數－可指派缺席參議員出席
7. SR 規則 VII：晨務
8. SR 規則 VIII：議程
9. SR 規則 IX：訊息
10. SR 規則 X：特殊規則
11. SR 規則 XI：文件－撤回、印刷、宣讀、和參考
12. SR 規則 XII：投票程序
13. SR 規則 XIII：重新審議
14. SR規則XIV：聯合決議及其前言
15. SR 規則 XV：修正案和決議
16. SR 規則 XVI：撥款，和一般撥款法案修正案
17. SR 規則 XVII：參考委員會；解除動議；委員會報告；以及可用的聽證會
18. SR 規則 XVIII：會議議程繼續進行
19. SR 規則 XVIIII：辯論
20. SR 規則 XX：秩序問題
21. SR 規則 XXI：閉門會議
22. SR規則XXII：動議的優先順序
23. SR 規則 XXIII：特許發言
24. SR 規則 XXIV：委員會的任命
25. SR規則XXV：常設委員會
26. SR 規則 XXVI：委員會程序
27. SR 規則 XXVII：委員會工作人員
28. SR 規則 XXVIII：大會委員會；報告；公開會議
29. SR 規則 XXIX：會議執行
30. SR 規則 XXX：會議執行 – 條約程序
31. SR 規則 XXXI：會議執行 - 提名程序
32. SR 規則 XXXII：向總統提供會議執行的記錄副本
33. SR 規則 XXXIII：美國參議院議場- 國會大廈參議院翼
34. SR 規則 XXXIV：公共財務揭露
35. SR 規則 XXXV：禮物
36. SR 規則 XXXVI：外部勞務收入
37. SR 規則 XXXVII：利益衝突
38. SR 規則 XXXVIII：禁止非官方帳戶
39. SR 規則 XXXIX：出國旅行
40. SR 規則 XL：特許郵資憑證和廣播電視工作室
41. SR 規則 XLI：政治獻金活動；定義
42. SR 規則 XLII：聘僱實務
43. SR 規則 XLIII：議員代表
44. SR 規則 XLIV：國會特殊專款及相關科目

最近一次修訂是2006年制訂第44條，以符合《美國遊說》內的特殊專款。

## 外部連結
- Official text, Standing Rules of the Senate
- Standing Rules of the Senate, One Hundred Thirteenth Congress, November 4, 2013 (PDF format)